# Горес Бебкок
Горес Велкам Бебкок (англ. Horace Welcome Babcock; 13 вересня 1912 — 29 серпня 2003) — американський астроном, член Національної АН США (1954). Син Гарольда Бебкока.

## Життєпис
Родився в Пасадені (штат Каліфорнія). У 1934 році закінчив Каліфорнійський технологічний інститут, продовжував освіту в Каліфорнійському університеті в Берклі. У 1938—1939 роках працював у Лікській обсерваторії, в 1939—1941 роках — в обсерваторії Мак-Доналд. У роки другої світової війни займався дослідженнями з військової тематики в Массачусетському і Каліфорнійському технологічних інститутах. З 1946 року працював в обсерваторіях Маунт-Вілсон і Маунт-Паломар (у 1964—1978 роках — їхній директор). З 1978 року — почесний співробітник обсерваторії Маунт-Вілсон.

## Науковий доробок
Основні наукові роботи присвячені вивченню галактик і магнітних полів Сонця та зір. У 1946 році вперше виявив магнітне поле у зір, змірявши за допомогою створеного ним аналізатора зеєманівське розщеплення ліній у спектрі зорі 78 Діви; незабаром знайшов, що багато пекулярних A-зір мають сильні магнітні поля, зміни яких корелюють зі спектральними змінами. У 1950 році відкрив магнітне поле у M-гіганта, в 1955 — у змінної RR Ліри. У 1958 році опублікував каталог зір, що мають потужні магнітні поли.
У 1952 спільно з Г. Д. Бебкоком винайшов і виготовив сонячний магнітограф — прилад для детальної реєстрації магнітних полів на поверхні Сонця; спільно з Г. Д. Бебкоком почав регулярне картографування сонячних магнітних полів. Запропонував гіпотезу, що пояснює утворення сонячних плям і їхні магнітні властивості. Згідно з цією гіпотезою силові лінії загального магнітного поля Сонця закручуються унаслідок нерівномірності обертання Сонця і тоді, коли це тороїдальне поле виноситься на поверхню висхідними потоками речовини, у фотосфері в місцях виходу силових ліній утворюються плями.
Досліджував обертання галактики Андромеди і показав в 1938 році, що її спіральні рукави волочаться (відстають в обертанні від ядра), вивчав яскравість нічного неба й міжзоряне поглинання поблизу північного галактичного полюса, виконав спектральні дослідження зір типу U Близнят, комет, Сонця.
Велику увагу приділяв приладобудуванню. Створив багато приладів, якими оснащені обсерваторії Маунт-Вілсон і Маунт-Паломар. Окрім сонячного магнітографа, сконструював перший автоматичний мікрофотометр інтенсивності, експонометри й автоматичні гіди для 100- і 200-дюймових телескопів; разом із Г. Д. Бебкоком сконструював машину для нарізки дифракційних ґраток і виготовив високоякісні ґратки великих розмірів.

## Визнання та нагороди
Член низки наукових товариств.
Медаль Генрі Дрейпера Національної АН США (1957), медаль А.С.Еддінгтона Лондонського королівського астрономічного товариства (1957), медаль Кетрін Брюс Тихоокеанського астрономічного товариства (1969).